# Ambasadorowie Chin w Japonii
Chiny od chwili ustanowienia oficjalnych stosunków dyplomatycznych z Japonią posiadają w tym kraju swojego ambasadora w Tokio.
| L.p. | Ambasador     | Okres pełnienia funkcji       |
| ---- | ------------- | ----------------------------- |
| 1.   | Chen Chu      | kwiecień 1973 – grudzień 1976 |
| 2.   | Fu Hao        | sierpień 1977 – luty 1982     |
| 3.   | Song Zhiguang | marzec 1982 – sierpień 1985   |
| 4.   | Zhang Shu     | wrzesień 1985 – czerwiec 1988 |
| 5.   | Yang Zhenya   | styczeń 1988 – marzec 1993    |
| 6.   | Xu Dunxin     | kwiecień 1993 – czerwiec 1998 |
| 7.   | Chen Jian     | kwiecień 1998 – lipiec 2001   |
| 8.   | Wu Dawei      | lipiec 2001 – sierpień 2004   |
| 9.   | Wang Yi       | wrzesień 2004 – wrzesień 2007 |
| 10.  | Cui Tiankai   | listopad 2007 – styczeń 2010  |
| 11.  | Cheng Yonghua | luty 2010 – maj 2019          |
| 12.  | Kong Xuanyou  | maj 2019 – luty 2023          |
| 13.  | Wu Jianghao   | od lutego 2025                |